# Swing, Swing
Swing, Swing је сингл бенда The All-American Rejects са истоименог албума. На УК листи је достигла 13. место.